# George William Hill (astronome)
Pour les articles homonymes, voir George Hill, William et Hill.
George William Hill (3 mars 1838 – 16 avril 1914), est un astronome et mathématicien américain. 

## Biographie
Hill est né à New York, et déménagea à West Nyack (toujours dans l'État de New York), avec sa famille, à l'âge de huit ans. Après ses études secondaires, Hill fut diplômé de l'université Rutgers en 1859. À partir de 1861, il travailla au Nautical Almanac Office de Cambridge, dans le Massachusetts. Son travail portait sur les théories mathématiques décrivant le problème des trois corps, puis le problème des quatre corps, pour calculer l'orbite de la Lune autour de la Terre, ainsi que celle des planètes autour du Soleil.
La sphère de Hill, qui approxime la zone d'influence gravitationnelle d'un corps céleste en orbite autour d'un corps plus lourd, fut décrite par Hill.
Il devint président de l'American Mathematical Society en 1894, pour une durée de 2 ans. Il fut élu à la Royal Society en 1902, à la Royal Society of Edinburgh en 1908, ainsi qu'aux académies de Belgique (1909), de Norvège (1910), de Suède (1913), entre autres.
Hill mourut à West Nyack, dans l'État de New York.

## Distinctions et récompenses
Récompenses
- Médaille d'or de la Royal Astronomical Society (1887)
- Prix Damoiseau de l'académie des sciences (France) (1898)
- Médaille Copley (1909)
- Médaille Bruce (1909)

Éponymie
- Le cratère Hill (en) sur la Lune
- L'astéroïde (1642) Hill
- Sphère de Hill
- Équation de Hill

## Source
- (en) Cet article est partiellement ou en totalité issu de l’article de Wikipédia en anglais intitulé « George William Hill » (voir la liste des auteurs).